# دومينيك أندريس
دومينيك أندريس هو لاعب كرلنغ سويسري، ولد في 6 أكتوبر 1972 في برن في سويسرا.

## وصلات خارجية
- دومينيك أندريس على موقع الاتحاد الدولي للكرلنغ (الإنجليزية)
- دومينيك أندريس على موقع أوليمبيديا (الإنجليزية)